# 직업보도반
직업보도반(전직지원)은 5년 이상 장기 군 복무를 수행한 장교 또는 부사관의 안정적인 사회 진출을 위한 전역 예정 군 간부의 사회 진출을 위한 지원 제도로서, 계급 정년 내에서 본인의 의사에 따라 직업보도반 입교 여부가 결정된다. 대체적으로 진급을 위한 적정 시기가 초과되었거나 본인의 적성 및 사회 진출 의사에 따라 신청하며, 별도의 장소가 있는 기관 또는 지리적인 명칭이 아니라 근무년수에 따라 국가에서 부여하는 1개월 내지 10개월간 부여되는 일종의 전역 예정 간부 취업 준비 기간이라고 할 수 있다. 이 기간 동안 전역예정 군 간부는 사회 진출을 위한 직업 교육이나 취업 활동 등에 임할 수 있으며, 직업보도반 기간이 부여될 수 있는 대상은 5년 이상 군복무를 이행한 자 중에 정상적으로 군 복무를 이행한 자에 한하며 과사실에 의한 현역부적합심의위원회에 회부된 자는 직업보도반에 갈 수 있는 자격이 박탈된다. 직보반은 강제조항은 아니며 본인 의사에 따라 직보반 기간을 거치지 않고 일정 기간 경과 후 전역할 수 있다.